# Brett Gallant
Brett Gallant (ur. 18 lutego 1990 w Charlottetown), kanadyjski curler, wicemistrz świata juniorów 2009, 6-krotny mistrz Wyspy Księcia Edwarda, zawodnik Bally Haly Golf & Curling Club, do 2012 reprezentował Charlottetown Curling Club. Studiuje na Uniwersytecie Wyspy Księcia Edwarda.
Gallant pierwsze mistrzostwa prowincji juniorów wygrał w 2004, rok później zakwalifikował się do finału. Mecz ten wygrał Steve Howard wynikiem 5:0. W 2006 zespół Bretta Gallanta ponownie zdobył mistrzostwo Wyspy i tego tytułu nie odstąpił do 2009.
Pięć razy reprezentował swoją prowincję na mistrzostwach Kanady juniorów. W 2004 został sklasyfikowany na 11. pozycji z 3 wygranymi i 9 przegranymi. W 2006 zajął 7. miejsce z bilansem 7-5. W kolejnych mistrzostwach Gallant wygrał półfinał z Quebecem 7:6 a w finale przegrał z Albertą (Charley Thomas, mistrzowie świata z tego roku) 6:7. W 2008 po Round Robin zespół Gallanta zajmował 2. miejsce (9 wygranych, 3 przegrane), jednak w półfinale przegrał z Ontario 4:5.
Największe sukcesy drużyna z Wyspy Księcia Edwarda odniosła w 2009, po Round Robin Mistrzostw Kanady Juniorów Gallant zajmował 2. miejsce. W półfinale pokonał 13:3 Albertę (Yablonski) i ostatecznie zdobył tytuł mistrza Kanady pokonując w finale Ontario Północne 7:6. Na Mistrzostwach Świata Juniorów 2009 reprezentacja Kanady zdobyła srebrne medale po przegranym meczu z Duńczykami (Rasmus Stjerne) 6:9.
W 2010 Gallant bronił juniorskiego mistrzostwa Kanady, zajął 4. miejsce nie awansując do strefy playoff. Ostatni mecz przeciwko Ontario (Jake Walker) przegrał 3:8, gdyby mecz ten wygrała Wyspa Księcia Edwarda, obie drużyny spotkały by się w tie-breaker. Podczas tych zawodów Gallant ustanowił rekord w liczbie zwycięstw w mistrzostwach Kanady juniorów – ma ich obecnie 48.
W sezonie 2012/2013 dołączył do zespołu Brada Gushue, z którym wygrał mistrzostwa prowincji. W Tim Hortons Brier 2013 reprezentanci Nowej Fundlandii i Labradoru zajęli 4. miejsce. W fazie play-off przegrali 5:6 z Northern Ontario (Brad Jacobs) i 6:7 przeciwko Ontario (Glenn Howard), obydwa te mecze kończyły się extra endem.

## Drużyna
| MŚJ 2009 - Adam Casey (3) - Anson Carmody (2) - Jamie Danbrock (1) - Stephen Burgess (R) | MKJ 2010 - Adam Casey (3) - Anson Carmody (2) - Alex McFadyen (1) | 2012/2013 - Brad Gushue (S) - Adam Casey (3) - Geoff Walker (1) |